# Wierchniaja Grunia
Wierchniaja Grunia (ros. Верхняя Груня) – wieś (ros. село, trb. sieło) w zachodniej Rosji, w sielsowiecie tołpińskim rejonu korieniewskiego w obwodzie kurskim.

## Geografia
Miejscowość położona jest nad rzeką Grunia (dopływ Sejmu), 13 km od centrum administracyjnego sielsowietu tołpińskiego (Tołpino), 16,5 km od centrum administracyjnego rejonu (Korieniewo), 83,5 km od Kurska.

## Demografia
W 2010 r. miejscowość zamieszkiwało 379 osób.